# Canoa/kayak ai Giochi della XXVIII Olimpiade
Si sono svolte 16 gare di Canoa/kayak alle olimpiadi estive 2004: 12 in acque libere (9 gare maschili e 3 femminili) e 4 gare di slalom (3 maschili e 1 femminile). Le gare si sono tenute al Schinias Olympic Rowing and Canoeing Centre per gli eventi di canoa velocità, e al Olympic Canoe/Kayak Slalom Centre at the Helliniko Olympic Complex per le competizioni di canoa e kayak slalom.

## Podi

### Uomini
| Evento                  | Oro                                                                | Perform. | Argento                                                | Perform. | Bronzo                                                                | Perform. |
| In acque libere - Canoa |                                                                    |          |                                                        |          |                                                                       |          |
| C1 - 500 m (dettagli)   | Germania Andreas Dittmer                                           | 1:46.383 | Spagna David Cal                                       | 1:46.723 | Russia Maxim Opalev                                                   | 1:47.767 |
| C1 - 1000 m (dettagli)  | Spagna David Cal                                                   | 3:46.201 | Germania Andreas Dittmer                               | 3:46.721 | Ungheria Attila Vajda                                                 | 3:49.025 |
| C2 - 500 m (dettagli)   | Cina Guanliang Meng Wenjun Yang                                    | 1:40.278 | Cuba Ibrahim Rojas Ledis Balceiro                      | 1:40.350 | Russia Aleksandr Kostoglod Alexander Kovalev                          | 1:40.442 |
| C2 - 1000 m (dettagli)  | Germania Christian Gille Tomasz Wylenzek                           | 3:41.802 | Russia Aleksandr Kostoglod Alexander Kovalev           | 3:42.990 | Ungheria György Kozmann György Kolonics                               | 3:43.106 |
| In acque libere - Kayak |                                                                    |          |                                                        |          |                                                                       |          |
| K1 - 500 m (dettagli)   | Canada Adam van Koeverden                                          | 1:37.919 | Australia Nathan Baggaley                              | 1:38.467 | Regno Unito Ian Wynne                                                 | 1:38.547 |
| K1 - 1000 m (dettagli)  | Norvegia Eirik Verås Larsen                                        | 3:25.897 | Nuova Zelanda Ben Fouhy                                | 3:27.413 | Canada Adam van Koeverden                                             | 3:28.218 |
| K2 - 500 m (dettagli)   | Germania Ronald Rauhe Tim Wieskötter                               | 1:27.040 | Australia Clint Robinson Nathan Baggaley               | 1:27.920 | Bielorussia Raman Piatrushenka Vadzim Makhneu                         | 1:27.996 |
| K2 - 1000 m (dettagli)  | Svezia Markus Oscarsson Henrik Nilsson                             | 3:18.420 | Italia Antonio Rossi Beniamino Bonomi                  | 3:19.484 | Norvegia Eirik Verås Larsen Nils Olav Fjeldheim                       | 3:19.528 |
| K4 - 1000 m (dettagli)  | Ungheria Zoltán Kammerer Botond Storcz Ákos Vereckei Gábor Horváth | 2:56.919 | Germania Andreas Ihle Mark Zabel Björn Bach Stefan Ulm | 2:58.659 | Slovacchia Richard Riszdorfer Michal Riszdorfer Erik Vlček Juraj Bača | 2:59.314 |
| Slalom - Canoa          |                                                                    |          |                                                        |          |                                                                       |          |
| C1 (dettagli)           | Francia Tony Estanguet                                             | 189.16   | Slovacchia Michal Martikán                             | 189.28   | Germania Stefan Pfannmoeller                                          | 191.56   |
| C2 (dettagli)           | Slovacchia Pavol Hochschorner Peter Hochschorner                   | 207.16   | Germania Marcus Becker Stefan Henze                    | 210.98   | Rep. Ceca Jaroslav Volf Ondřej Štěpánek                               | 212.86   |
| Slalom - Kayak          |                                                                    |          |                                                        |          |                                                                       |          |
| K1 (dettagli)           | Francia Benoît Peschier                                            | 187.96   | Campbell Walsh                                         | 190.17   | Fabien Lefèvre                                                        | 190.99   |

### Donne
| Evento                  | Oro                                                                  | Perform. | Argento                                                         | Perform. | Bronzo                                                                   | Perform. |
| In acque libere - Kayak |                                                                      |          |                                                                 |          |                                                                          |          |
| K1 - 500 m (dettagli)   | Natasa Janics                                                        | 1:47.741 | Josefa Idem                                                     | 1:49.729 | Caroline Brunet                                                          | 1:50.601 |
| K2 - 500 m (dettagli)   | Ungheria Katalin Kovács Nataša Janić                                 | 1:38.101 | Germania Birgit Fischer Carolin Leonhardt                       | 1:39.533 | Polonia Aneta Pastuszka Beata Sokołowska-Kulesza                         | 1:40.077 |
| K4 - 500 m (dettagli)   | Germania Birgit Fischer Maike Nollen Katrin Wagner Carolin Leonhardt | 1:34.340 | Ungheria Katalin Kovács Szilvia Szabó Erzsébet Viski Kinga Bóta | 1:34.536 | Ucraina Inna Osypenko Tetjana Semykina Hanna Balabanova Olena Čerevatova | 1:36.192 |
| Slalom - Kayak          |                                                                      |          |                                                                 |          |                                                                          |          |
| K1 (dettagli)           | Slovacchia Elena Kaliská                                             | 210.03   | Stati Uniti Rebecca Giddens                                     | 214.62   | Regno Unito Helen Reeves                                                 | 218.77   |

## Medagliere
| Pos.   | Paese         | Oro | Argento | Bronzo | Totale |
| ------ | ------------- | --- | ------- | ------ | ------ |
| 1      | Germania      | 4   | 4       | 1      | 9      |
| 2      | Ungheria      | 3   | 1       | 2      | 6      |
| 3      | Slovacchia    | 2   | 1       | 1      | 4      |
| 4      | Francia       | 2   | 0       | 1      | 3      |
| 5      | Spagna        | 1   | 1       | 0      | 2      |
| 6      | Canada        | 1   | 0       | 2      | 3      |
| 7      | Norvegia      | 1   | 0       | 1      | 2      |
| 8      | Cina          | 1   | 0       | 0      | 1      |
| 8      | Svezia        | 1   | 0       | 0      | 1      |
| 10     | Australia     | 0   | 2       | 0      | 2      |
| 10     | Italia        | 0   | 2       | 0      | 2      |
| 12     | Gran Bretagna | 0   | 1       | 2      | 3      |
| 12     | Russia        | 0   | 1       | 2      | 3      |
| 14     | Cuba          | 0   | 1       | 0      | 1      |
| 14     | Nuova Zelanda | 0   | 1       | 0      | 1      |
| 14     | Stati Uniti   | 0   | 1       | 0      | 1      |
| 17     | Bielorussia   | 0   | 0       | 1      | 1      |
| 17     | Polonia       | 0   | 0       | 1      | 1      |
| 17     | Rep. Ceca     | 0   | 0       | 1      | 1      |
| 17     | Ucraina       | 0   | 0       | 1      | 1      |
| Totale | Totale        | 16  | 16      | 16     | 48     |